# دوغ رايلي
دوغ رايلي هو ملحن وعازف بيانو كندي، ولد في 24 أبريل 1945 في تورونتو في كندا، وتوفي في 27 أغسطس 2007 بسبب نوبة قلبية.

## وصلات خارجية
- دوغ رايلي على موقع IMDb (الإنجليزية)
- دوغ رايلي على موقع ميوزك برينز (الإنجليزية)
- دوغ رايلي على موقع أول ميوزيك (الإنجليزية)
- دوغ رايلي على موقع ديسكوغز (الإنجليزية)
- دوغ رايلي على موقع قاعدة بيانات الفيلم (الإنجليزية)